# 玉響現象
玉響現象（たまゆらげんしょう、英語: backscatter）とは、主に写真などに映り込む、小さな水滴の様な光球（オーブ）である。肉眼では見えず写真でのみ確認される。後述のとおり、フラッシュ光の空気中の雨粒や微粒子による後方散乱が写り込んだものである。

## 仕組み
オーブは夜間に霜が降りてきた時や、洞窟内や滝や渓谷など、晴天下の屋外よりやや暗い場所で、湿り気のある場所で映り込むことが多い。従って空気中の水蒸気や埃などの浮遊物が、カメラのフラッシュなどの強い光源の反射により映り込んだものである解釈するのが一般的である。
通常の全自動カメラでは、本来の被写体にピントが合い、かつ被写体が適度な明るさになるよう、ピント位置とフラッシュの光量がカメラ側で調整される。このようなカメラでは、暗い場所やフラッシュを使用する場合に絞り開放となることが多く、明るい場所より被写界深度が浅くなるため被写体以外がボケやすく、かつボケの形状が正円となる。そうして写り込んだ、ピンぼけした微粒子が、一般にオーブとして認識されるものである。近年一般的な、コンパクトカメラやスマートフォンは、レンズとフラッシュの位置が接近したカメラで撮影すると、光の反射角が小さいため、通常は目に見えない粒子の反射が写り込みやすい傾向があり、かつ被写体よりカメラに近い位置にある微粒子には、カメラに近い分、より強い光が当たるためはっきりと写り込む傾向があるデジタルカメラが普及したこともオーブ写真が増えたことと関連している。

## 霊魂説
上記の現象に対して心霊的観点から解釈がなされることもある。
元フジテレビのプロデューサーであり、日本神霊科学協会・サイ科学会の理事である小林信正は、オーブ自然現象説の説明を受け入れた上で「その内部に意識体が入っている」と述べている。日本神霊科学協会における研究では、電磁波測定器や低周波測定器を用いてオーブを撮影することを試みており「ガス状の電離したプラズマの気体で、内部には核の構造を持つものもある」としている。結論としては「その正体はいまだ不明である」としながらも「電磁気的エネルギーを持った意識体の可能性がある」と記述している。
スタンフォード大学のクラウス・ハイネマンとミホール・レドウィズらの研究によると、殆どのオーブはカメラレンズに水滴をスプレーするなどで簡単に再現できるが、一部再現不可能な現象があるという。彼らによれば「偽物」と「本物」のオーブ現象があり、それらはレンズとオーブの距離や写真の色補正などで判別できるとしているが、明確な基準は示されていない。
また、ほこりや水蒸気が多く玉響現象が発生しやすい場面で、霊魂が、そのほこりや水蒸気の反射を利用して様々なメッセージを伝えているのだ、という説もある。この主張をする人は、オーブの発生自体は科学的な自然現象によるが、オーブの動きは霊魂によるものであり、自然現象説には矛盾せずかつ霊魂からのメッセージを伝えているのだ、としている。